# Apol·lodor (general atenès)
Apol·lodor (grec antic: Ἀπολλόδωρος, llatí: Apollodorus) va ser un militar atenès del segle iv aC.
Era el comandant de les tropes auxiliars perses que el rei de Pèrsia va enviar a Atenes, a sol·licitud del govern, contra el rei Filip II de Macedònia l'any 340 aC. Amb aquestes tropes va defensar Perint quan Filip va envair el seu territori, segons diuen Pausànies, Diodor de Sicília i Flavi Arrià.